# Muaro Tombang
Muaro Tombang is een bestuurslaag in het regentschap Kuantan Singingi van de provincie Riau, Indonesië. Muaro Tombang telt 459 inwoners (volkstelling 2010).